# Топлін
Топлін (пол. Toplin) — село в Польщі, у гміні Скомлін Велюнського повіту Лодзинського воєводства.
Населення — 206 осіб (2011).
У 1975-1998 роках село належало до Серадзького воєводства.

## Демографія
Демографічна структура станом на 31 березня 2011 року:
|          | Загалом | Допрацездатний вік | Працездатний вік | Постпрацездатний вік |
| -------- | ------- | ------------------ | ---------------- | -------------------- |
| Чоловіки | 105     | 21                 | 69               | 15                   |
| Жінки    | 101     | 15                 | 51               | 35                   |
| Разом    | 206     | 36                 | 120              | 50                   |